# Matsuda Masahisa

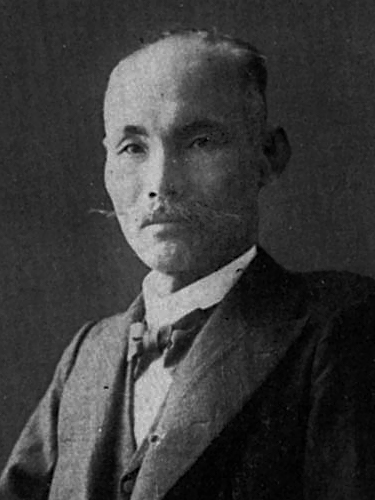
Matsuda Masahisa

Danshaku Matsuda Masahisa (japanisch 松田 正久; geb. 17. Mai 1845 im östlichen Teil der Provinz Hizen (heute: Präfektur Saga); gest. 4. März 1914) war ein japanischer Politiker während der Meiji-Zeit.

## Leben und Werk
Matsuda Masahisa, ein Samurai des Ogi-han, einem Zweiglehen von Saga in der Provinz Hizen, wurde von der Armee nach Frankreich geschickt, aber nach der Rückkehr arbeitete er von 1881 bis 1882 für die „Liberale Zeitung des Ostens“ (東洋自由新聞, Tōyō jiyū shimbun). Er war bereits in den 1870er Jahren aktiv für die Volksrechtsbewegung und wurde bei der ersten Abgeordnetenhauswahl 1890 für die Konstitutionell-Liberale Partei (Rikken Jiyūtō) in seiner Heimatpräfektur Saga in den neugegründeten Reichstag gewählt. 1898 wurde er Finanzminister im 1. Kabinett Ōkuma. Nach der Bildung der Rikken Seiyūkai im Jahre 1900 führte Matsuda die Kyūshū-Faktion an und war, besonders unter der Präsidentschaft von Saionji, zusammen mit Hara Takashi, die einflussreichste Persönlichkeit der Partei.
Als Präsident des Abgeordnetenhauses 1904, als Kultusminister im 4. Itō-Kabinett 1908 und als Justizminister im Kabinett Saionji I (1906 bis 1908), Kabinett Saionji II (1911 bis 1912), Kabinett Yamamoto I (1913) übte er einen großen Einfluss aus. 
Matsuda blieb während dieser Zeit die wichtigste Persönlichkeit der frühen Volksrechtsbewegung und war weitaus beliebter als Hara, der dann nach Matsudas Tod Präsident der Seiyūkai wurde.